# Balașove, Rozdilna
Balașove (în ucraineană Балашове) este un sat în comuna Zaharivka din raionul Rozdilna, regiunea Odesa, Ucraina.

## Demografie
Componența lingvistică a localității Balașove
     Ucraineană (95,8%)
     Română (3,36%)
     Alte limbi (0,84%)
Conform recensământului din 2001, majoritatea populației localității Balașove era vorbitoare de ucraineană (95,8%), existând în minoritate și vorbitori de română (3,36%).